# PIONEERS
『PIONEERS』（パイオニアーズ）は、東京スカパラダイスオーケストラの3作目のオリジナル・アルバム。1993年3月21日にEpic/Sony Recordsからリリースされた。

## 概要
- バンドの創始者でありバンマスのASA-CHANGが参加した最後の作品で、彼があらかじめ「アルバムが完成したら脱退する」ことを宣言した状態で制作された。
- 後にギタリストとして正式加入する寺師徹がサポートメンバーで参加。
- 本作の先行シングル「Burning Scale」から1995年までのオリジナル楽曲の作詞・作曲者クレジットは全て「東京スカパラダイスオーケストラ」名義で統一されている。

## 収録曲
- 作詞（3,12）・作曲：東京スカパラダイスオーケストラ（特記以外）

1. BUZZ SAW
2. Burning Scale（1993 MIX）
  - 4thシングル
3. マライの號
  - 5thシングル
  - ボーカル：クリーンヘッド・ギムラ
4. A Piece of Peace
5. Goo-Gung-Gung
  - 後にASA-CHANGが自身のユニット・ASA-CHANG&巡礼でセルフカバー。
6. ラッパと娘
  - 作詞・作曲：服部良一
  - ボーカル：クリーンヘッド・ギムラ
  - 笠置シズ子のカヴァー
7. 山
8. The Look of Love
  - 作詞・作曲：HAL DAVID／BURT BACHARACH
9. Dawn Song
10. サーチライト・コーナー
11. いつかどこかで
12. Sweet Peach Queen
  - ボーカル：谷中敦